# Kosovos olympiska kommitté
Kosovos olympiska kommitté (albanska: Komiteti Olimpik i Kosovës) bildades 1992. Kommittén erkändes som  medlem av Internationella olympiska kommittén den 9 december 2014. Dess nuvarande ordförande är Besim Hasani.
Olympiska sommarspelen 2016 blev de första där Kosovo deltog som självständigt land och fullvärdig medlem av IOK.